# Stal'naja babočka
Stal'naja babočka (Стальная бабочка) è un film del 2012 diretto da Renat Davlet'jarov.

## Trama
Bambini di strada in fuga guidati da Čuma rapinano varie persone per sopravvivere. All'improvviso sono stati catturati dalla polizia e ora Chuma è costretta a diventare l'esca per un serial killer.